# 愛知県道419号赤羽根泉港線
愛知県道419号赤羽根泉港線（あいちけんどう419ごう あかばねいずみこうせん）は、愛知県田原市内を通る一般県道である。

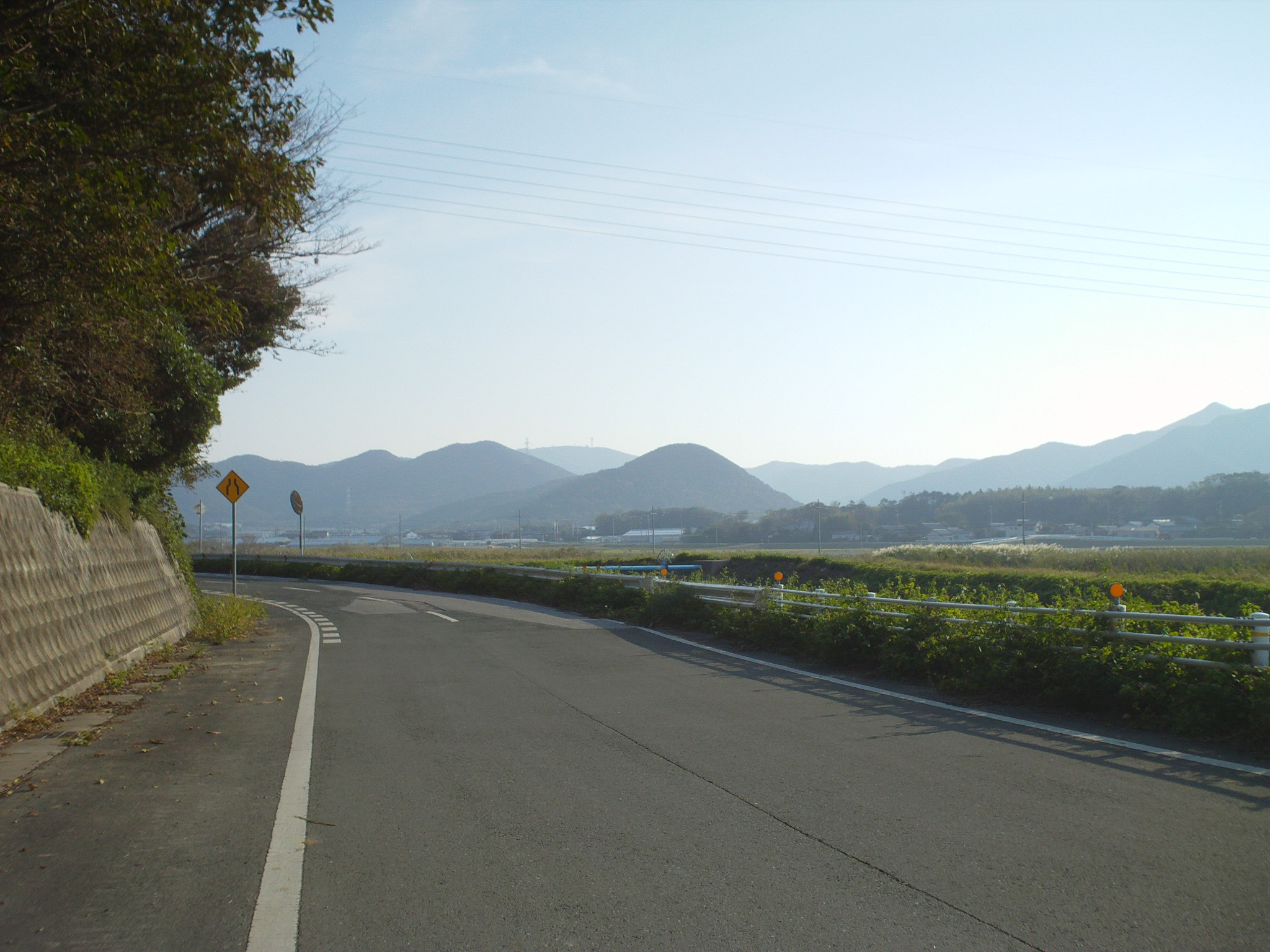
向間から江比間交差点間（2011年10月）

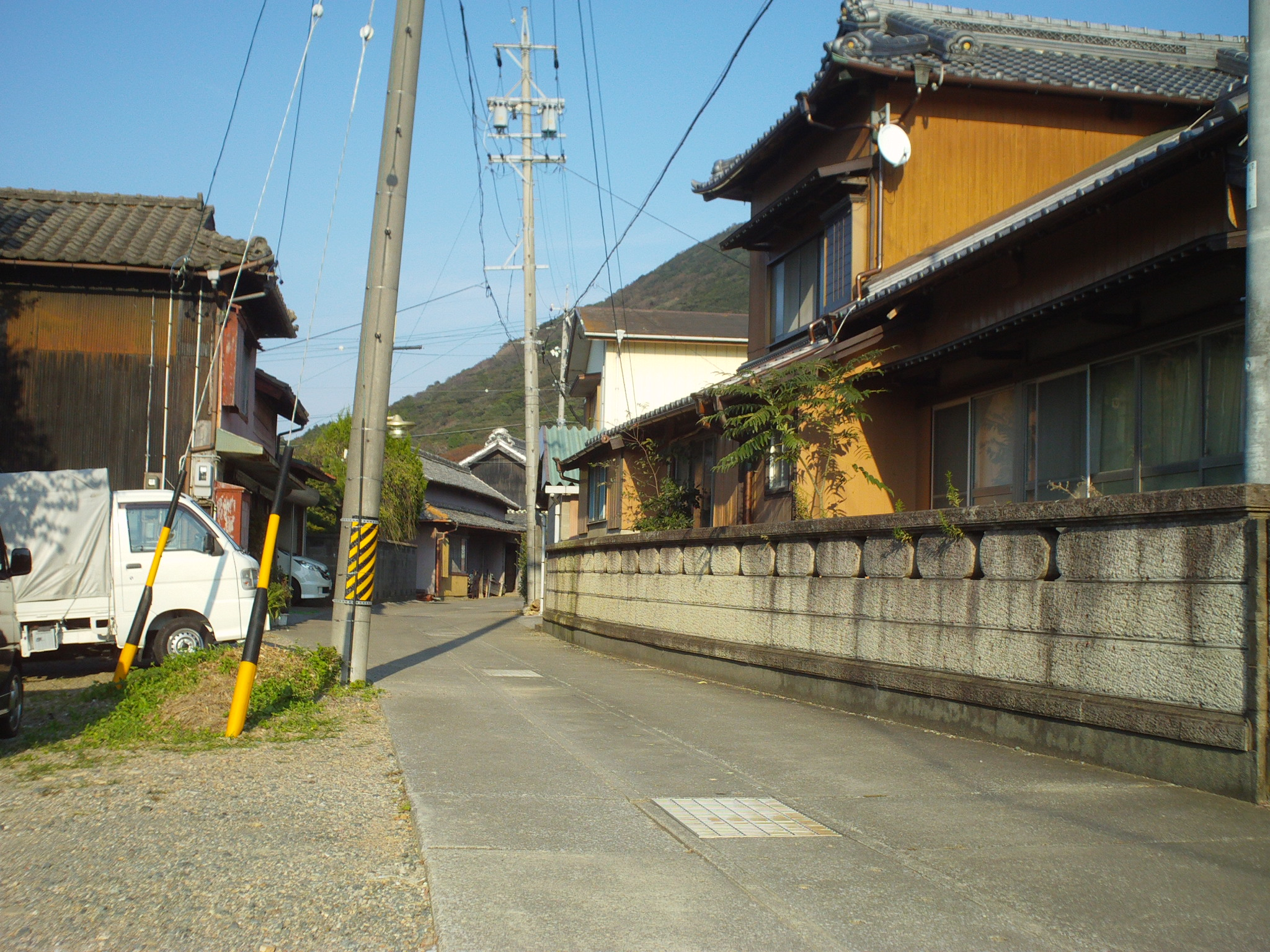
江比間交差点付近の路地区間（2011年10月）

## 概要

### 路線データ
- 起点：愛知県田原市赤羽根町（国道42号交点）
- 終点：愛知県田原市江比間町（泉港）

## 沿革
- 1959年12月15日 認定

## 接続する道路
- 国道42号（表浜街道）（中村交差点）
- 愛知県道398号高松石神線（渥美農場東交差点・田原市八王子町川向間で重複）
- 国道259号（田原街道）（江比間交差点・田原市江比間町中間で重複）

## 沿線
- 中部電力パワーグリッド 赤羽根変電所
- 渥美畜産試験農場
- 新江比間海水浴場
- 泉港